# Paul Broca
Paul Pierre Broca (Sainte-Foy-la-Grande, 28 giugno 1824 – Parigi, 9 luglio 1880) è stato un antropologo, neurologo e chirurgo francese.
In onore dei suoi studi sul cervello sono a lui intestate l'Area di Broca e l'Afasia di Broca

## Biografia
Considerato uno fra i pionieri dell'antropologia, Broca, nel 1859 fondò la Société d'anthropologie, centro di studi incentrato alla separazione fra metafisica e religione da una parte e l'antropologia dall'altra. 

Il suo biografo, Francis Schiller, ricordò i contrasti avuti da Broca con le autorità della locale chiesa, oltre alle denunce ricevute dalle autorità, dopo aver fondato la "società dei liberi pensatori" nel 1848, con l'accusa di essere un sovversivo, un materialista, e un corrotto.

### Primi anni di vita
Figlio di Annette e Benjamin Broca, Paul nacque a Sainte-Foy-la-Grande nel 1824. Suo padre era definito il medico dei poveri, pagava loro le medicine e curava i ricchi per un tozzo di pane. Sua madre, figlia di un pastore protestante era più rigida e intransigente. Frequentò la scuola del paese. Scrisse dei versi anche in età matura. Molti scritti erano destinati alla sua famiglia, ai suoi amici o ai suoi colleghi. Circa quarantacinque manoscritti diversi furono riuniti in un piccolo volume accuratamente rilegato in cuoio e portante il numero 1913 della sua vasta biblioteca. Il giovane Broca faceva ai bambini ripetizione di matematica, lezioni di storia. Dopo il diploma lui cominciò a frequentare il Politecnico e il suo intento era quello di conseguire la laurea in ingegneria. Il dispiacere della morte in tenera età della sorella Leontine e il desiderio di non lasciare i genitori da soli fecero sì che egli rinunciasse ai suoi progetti di ingegnere e intraprendesse gli studi in medicina. Non fu una decisione facile. Si trasferì a Parigi, dimorò presso il collège Sainte-Barbe, accanto al Panthéon. Suo cugino Elio Broca, professore lui stesso, organizzò tutto e il giovane P. Broca divenne così “Carabin”, cioè studente in medicina.

### “Carabin”, studente di medicina
Nell'ottobre 1841 Broca arriva a Parigi nel Quartiere Latino. “Latino” si definiva per il suo passato, poiché si insegnava il latino e le sue strade e le sue sale erano un riflesso al Medioevo; ma era anche un centro intellettuale della società parigina. Incomincia così il periodo parigino di Broca. Lui da qui inviò quotidianamente delle lettere alla famiglia, agli amici. Tali lettere ci rivelano i caratteri del suo giovane spirito: uno sguardo penetrante, molto sensibile. Aveva bisogno di affetto, di sicurezza e soprattutto di qualcuno che lo ascoltasse. In una delle sue prime lettere lui parlava degli impegni all'università: “Tu sembri preoccupato a non vedermi lavorare. Io non perdo il mio tempo. Tra le lezioni della Scuola e della Sorbonne, io faccio per me, nel Boyer e con delle ossa che io mi procuro, osteologia. Mi rendo conto sempre di più dell'immensità degli studi in medicina. Sembra impossibile arrivare alla fine e che la vita di un uomo non basta a fare tutto. Lontano dallo scoraggiarmi, al contrario, ciò mi incita al lavoro”.
E ancora scriveva: “Sono stato due volte nelle sale di dissezione. Ho visto studenti in camice blu piegati su dei cadaveri intenti a tagliare, sezionare, mozzare, frugare nella carne umana, immettere le loro mani e ritirarle tutte coperte di sangue…così quando io sono entrato là dentro pensavo di uscirne subito… Per il momento, il punto principale è chiaro, il grande ostacolo è superato e io non potrò diventare medico senza inconvenienti.” Il primo anno lontano da casa si rivelò saggio e senza ostacoli. In seguito con l'inverno le sue lettere divennero meno gaie. Diceva: “Studio attualmente il cranio. Io non trovo l'osteologia molto divertente. C'è il rischio di dimenticarsi troppo presto. Del resto bisogna passare da lì. È un consenso o un dissenso del mestiere” scriveva il futuro craniologo. In seguito ottenne in posto di volontario all'ospedale “Hotel-Dieu”; dopo all'ospedale du Midi dove lavorò col dottor M. Ricord specializzato in malattie sifilitiche. Continuò inoltre il lavoro di dissezione dei cadaveri pur continuando sempre la preparazione al concorso. Finalmente in agosto 1845 Broca era interno non solo all'ospedale di Beaujon ma anche all'Ospice Sainte-Périne. Non aveva più dubbi sulla sua inclinazione per l'anatomia e la chirurgia.

### Gli studi e la rivoluzione del 1848
Rigoroso nelle sue idee, spesso il suo pensiero contrastava quello dei grandi e illustri medici degli ospedali francesi e proprio per questo motivo ebbe alcune discussioni con la burocrazia medica. Proseguendo nei suoi studi, successivamente fece parte di una commissione che si occupava di fare l'inventario delle ossa di numerosi scheletri trovati sotto alcuni edifici distrutti dalla rivoluzione del 1848. Queste sue ricerche cominciarono a gettare le basi per i suoi studi antropologici. Successivamente i suoi studi si prolungarono anche con i morti e i feriti che inondarono gli ospedali durante la rivoluzione. Fu proprio in quel periodo che egli lavorò intensamente e approfondì i suoi studi, oltre che medici, anche antropologici.

### Fondatore, procreatore, litigioso: i primi rapporti con l'antropologia
Nel 1857 Broca sposa, con rito protestante Adèle Augustine Lugol, figlia del dottore Jean Guillaume Auguste Lugol. Nacquero due figli: Pauline e André. Egli nel corso della sua vita si schiera apertamente contro particolari dimensioni del sapere. Sicuramente una di queste è la teoria dell'origine della specie, ma un altro importante dibattito riguarda lo studio dell'antropologia.
A partire dal XVII secolo il termine antropologia assume il suo significato definitivo. Nel “Dizionario enciclopedico di Oxford” Bartholin nel 1693 ha diviso l'antropologia in due parti: l'anatomia, che tratta il corpo e la psicologia, che tratta l'anima.. 
Nel XIX secolo l'antropologia segue il suo cammino divisa tra introspezione e sperimentazione. Broca portò il suo grande contributo all'antropologia francese. Secondo Broca l'antropologia doveva essere “lo studio del gruppo umano, considerato nel suo insieme, nei suoi dettagli e nei suoi rapporti col resto della natura”. I suoi studi, le sue ricerche sul cranio umano diedero un grande contributo all'antropologia fisica la quale divenne una scienza che si fondava sulle misure ma anche su molte critiche. Queste misure ebbero importanza fondamentale tanto che è stato necessario inventare apparecchi adatti. Broca occupò una posizione importante fra gli antropologi del suo tempo sia per le sue invenzioni tecniche sia per le idee nuove e provocanti ma salubri. 
Egli un anno prima della sua morte fece una “tabella” o manuale per l'antropologo ove si trovano i metodi e gli errori più comuni di misura dei crani e delle ossa. La prima edizione datava 1865; si tratta di istruzioni per tutti quelli che lavorano in questo settore, per esempio le scale per identificare il colore degli occhi, della pelle, o dei capelli grazie a 54 sfumature cifrate. Uno dei principali problemi posti dal craniometro era di stabilire come sistemare il cranio per studiarlo. Broca è considerato il principale pioniere dell'antropometria; comunque non sono le cifre, né gli strumenti di Broca che continuano ancora oggi a servire da esempio, ma il suo ruolo nella nascita di una scienza, il suo insegnamento e le sue prese di posizione. Un antropologo del Museo dell'Uomo afferma: “Senza Broca noi non saremmo qui”.

### Le grandi scoperte: l'afasia di Broca
Alla fine dell'800 il linguaggio ebbe un ruolo molto importante negli studi, soprattutto nei medici. Dove studiarono la parola, vista come una funzione naturale del cervello, un rapporto tra parola, veicolo del pensiero umano, e il cervello nel quale essa è contenuta. 
Broca apportò un'osservazione personale molto recente scaturita da osservazioni sul cervello e sul linguaggio. Lui dice che “la scomparsa della parola nei soggetti che non sono né paralizzati né stolti è un simbolo a cui lui dà il nome di “afasia“ e "ciò che manca a questi malati è solo la facoltà di articolare le parole". Inoltre Broca aggiunge che ci sono vari tipi di linguaggi che permettono di esprimere le idee in modo più o meno completo e rapido: la parola, la mimica, la dattilografia, la scrittura figurativa, la fonetica, ecc. Ogni tipo di linguaggio necessita l'uso di certi organi di emissione o di ricezione: le orecchie, gli occhi, la laringe, la lingua. 
È importante quindi la presenza di un certo numero di muscoli con i nervi motori e la parte del sistema nervoso centrale tra cui il cervello che detiene la facoltà generale del linguaggio. In qualche modo se c'è qualche lesione all'interno del cervello, dei lobi o di qualche circonvoluzione e questo porterebbe a dei disturbi generando così ciò che egli stesso chiamerà “l'afasia di Broca”.

### Proseguono gli studi: cancro e microscopio
Da circa due secoli gli scienziati francesi avevano aperto la strada al microscopio e l'avevano perfezionato, fin quando un tale Herman Lebert l'impose nella pratica medica francese. Egli sosteneva che tradizionalmente la medicina era considerata “l'arte di guarire” mentre dopo è divenuta “la Scienza di guarire”. Broca può essere considerato uno dei “discepoli” di Lebert. Quest'ultimo pubblicò uno dei primi trattati sull'anatomia microscopica dei tumori. Ecco cosa Lebert scriveva: “Io suddivido i tumori in due grandi categorie, secondo i tessuti che li costituiscono. Chiamo questi tessuti omeomorfi quando essi sono lo sviluppo locale di uno degli elementi che esistono nell'organismo sia allo stato permanente sia nel periodo embrionale. Definisco eteromorfi i tessuti che non si incontrano nello stato normale e sono di formazione completamente nuova.” Con queste parole egli voleva in particolar modo determinare l'importanza del microscopio, principale strumento per determinare l'entità del tumore. 
A tal proposito anche Broca evidenziava la grande importanza che assumeva questo nuovo strumento. Egli stesso affermava che “tutte le osservazioni non sottoposte al controllo del microscopio devono essere considerate non vere”. Proprio per questo il nome di Broca risulta tra i grandi della ricerca in cancerologia. Egli descrive minuziosamente la propagazione dei tumori maligni per via venosa insistendo sullo studio clinico e la necessità di osservazioni dettagliate e precise. Solitamente il cancro si osserva sotto due forme, lo scirro (tumore epiteliale maligno, duro, fibroso a carattere infiltrante) e l'encefaloide che è molle e può assumere forme diverse “colloide, melanoma e altro”. Broca studia l'invasione del cancro progressivamente per via dei vasi linfatici fino ad arrivare al ruolo svolto dai vasi sanguigni nella crescita tumorale maligna. Broca scrisse 16 articoli sul “Moniteur des hôpitaux”, ne scrisse altri 46 sui tumori e bisogna aggiungere il suo contributo su diversi soggetti alla “Enciclopedia del chirurgo pratico” di Costello. Infine lui scrisse un “Trattato dei tumori” in due volumi rimasto incompiuto.
Oltre al cancro il giovane Broca mostra interesse anche per le malattie osteomuscolari, rachitismo, osteo-artrite e distrofie muscolari che, tutte, beneficiano delle investigazioni al microscopio. Egli parte dai lavori eseguiti da Howship, Mieschr e Robin sulla crescita normale dell'osso e comprende che il rachitismo è una perturbazione dell'ossificazione risultante da un turbamento primitivo della nutrizione. In molti articoli riunì tutte le particolarità che distinguevano questa malattia. 
I suoi studi riguardarono anche l'artrite la cui affezione, anticamente, si attribuiva alla gotta o al reumatismo articolare acuto; essi dimostrarono che l'artrite comincia a livello della sinoviale e analizzarono tutte le lesioni oggi ben conosciute dei vasi e del tessuto connettivo. Il giovane Broca era il primo a osservare, comprendere e spiegare i principali tratti patologici della distrofia muscolare. Secondo lui dovuta a una malattia primitiva del tessuto muscolare stesso. Un'altra scoperta è il “sac de Broca” definito in anatomia come “un sacco con una apertura interna a fianco della regione inguinale” Questo è strettamente connesso allo studio sullo sviluppo dei tumori. Scrisse inoltre un trattato sugli aneurismi, intitolato “Aneurisma e il loro trattamento” in cui Broca apportava delle novità sul meccanismo della coagulazione del sangue ancora oggi considerate importanti soprattutto per gli aneurismi del cervello. Broca si interessò anche di alcuni animali come le rotifere. Egli concludeva in particolare che “le rotifere possono rianimarsi dopo aver soggiornato per 82 giorni nel vuoto secco e immediatamente dopo in trenta minuti a una temperatura di 100 °C“. Queste esperienze sono importanti per la batteriologia.

### Gli ultimi anni di vita: un senatore inamovibile
Broca s'interessò anche alla vita politica. Fu eletto senatore il 19 febbraio 1880. È stata riconosciuta la nuova scienza medica nella persona del nuovo senatore inamovibile, suo fondatore. Lui, fino alla fine, mantenne un comportamento esemplare, senza compromessi tra politica e medicina, continuando a essere al servizio della “Francia della scienza e della libertà”. Pochi mesi più tardi Broca fu colpito da un forte dolore al torace. Né lui, né i suoi amici compresero l'entità del dolore. Si recò ugualmente in ospedale, tenne la sua lezione, ma rincasò prima. La notte stessa fu colpito dalla morte, probabilmente per trombosi coronarica. All'epoca non esisteva questa diagnosi. Riguardo alla causa della sua morte si parlò anche di angina pectoris. L'11 luglio fu seppellito nella tomba di famiglia nel cimitero di Montparnasse.

## Ricerche e scoperte

### Medicina
I suoi interessi sulla medicina lo portarono a fare studi e scoperte clamorosi, tanto che ancora oggi si parla di afasia di Broca - della circonvoluzione frontale inferiore dell'emisfero sinistro.
Nel 1861, grazie a un'autopsia eseguita sul corpo di un suo paziente che da vivo aveva mostrato segni di inabilità a parlare, Broca scoprì la presenza di una lesione nell'emisfero cerebrale sinistro, originata dalla sifilide, e proprio a questo danno addebitò la difficoltà a esprimersi del paziente. Ancora oggi i cervelli di alcuni pazienti analizzati da Broca vengono esposti nei musei della scienza francesi.

### Antropologia
Broca è stato uno dei precursori nel campo dell'antropologia, dato che fondò nel 1859 la Société d'anthropologie e la École d'anthropologie a Parigi nel 1876. L'opinione consolidata, ai tempi di Broca, sul passato e sulla evoluzione della specie umana, non prevedeva che interventi chirurgici o trapanamenti fossero stati eseguiti, in epoca precedente agli antichi egizi e greci o comunque da altre civiltà. Quando nel 1867 furono ritrovati i resti di crani "manipolati" appartenenti ad antichi peruviani, provenienti da cimiteri Inca, Broca fu tra i primi ad assegnare un elevato livello di conoscenze mediche anche agli abitanti americani precolombiani.
Inoltre Broca sviluppò il settore degli studi antropometrici craniali.

### Anatomia
Un altro campo nel quale Broca offrì un contributo fondamentale fu quello dell'anatomia comparata dei primati. Oltre a questo, descrisse, per primo, le caratteristiche del cervello degli uomini vissuti nel neolitico. Sviluppò relazioni tra caratteristiche anatomiche del cervello e capacità mentali, come l'intelligenza, contribuendo in maniera sostanziale alle teorie relative al determinismo biologico e all'innata differenza intellettiva fra soggetti appartenenti a sessi e razze diverse (la gerarchia intellettiva, secondo Broca, vedeva al proprio vertice l'uomo bianco, seguito dall'uomo nero, comunque più intelligente della donna bianca e via dicendo). Le teorie di Broca si sono rivelate non solo infondate, ma frutto di un pregiudizio razzista e sessista estremamente diffuso presso i sostenitori della scienza craniometrica durante tutto l'Ottocento e l'inizio del secolo successivo, come dimostrato da Stephen Jay Gould nel suo testo del 1981, Intelligenza e pregiudizio.

## Opere
Grande rilevanza ebbero i suoi testi, di antropologia, di chirurgia, di anatomia e di neurologia.
Nel settore della medicina, divulgò i suoi studi riguardanti la patologia del cancro, i sintomi e le cure degli aneurismi, la mortalità infantile.
Scrisse estesamente sul darwinismo, che venne conosciuto, ai suoi tempi, in Francia, come trasformism.